# Spieler des Monats der Ligue 2

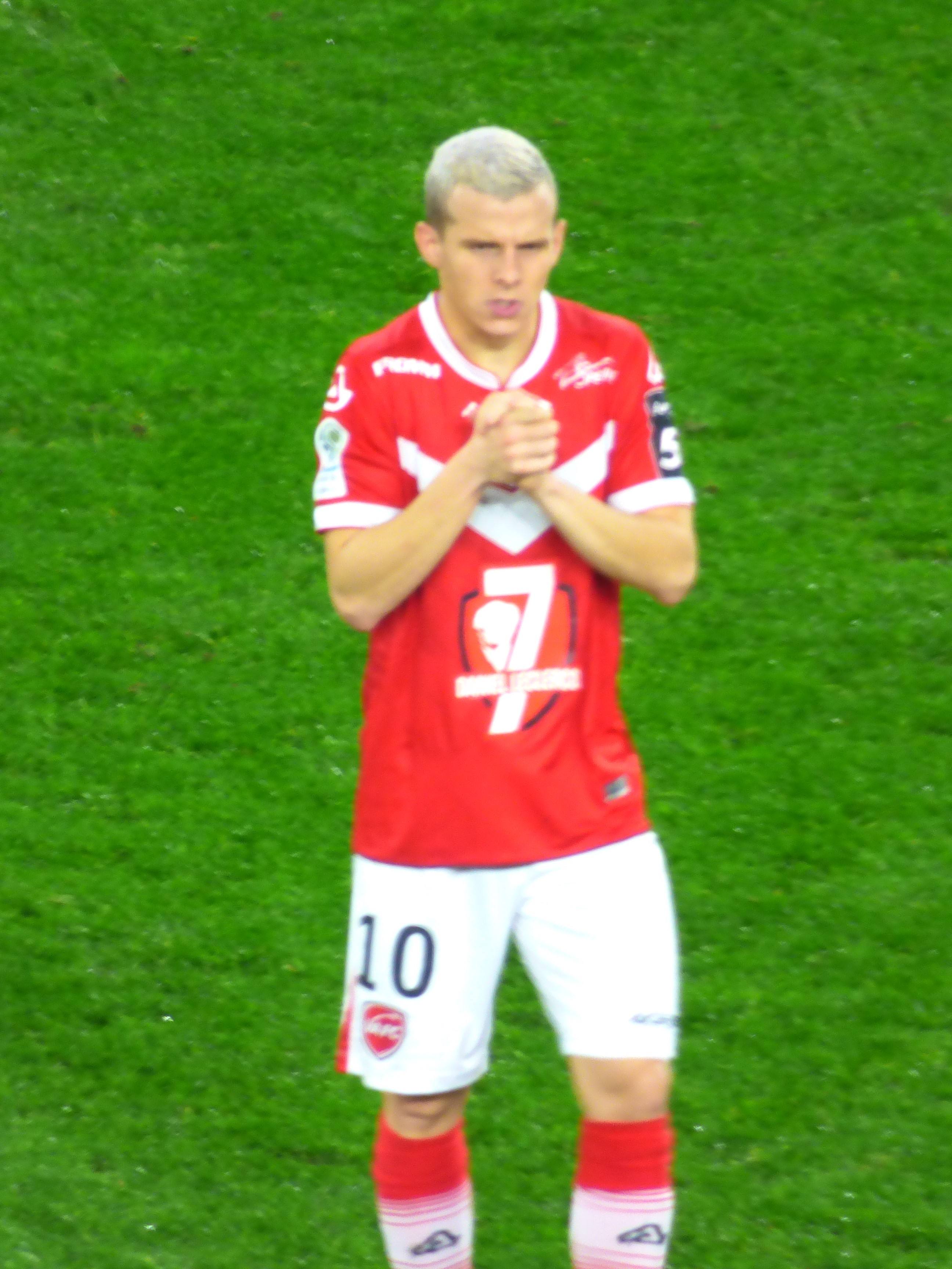
3 Titel: Gauthier Hein

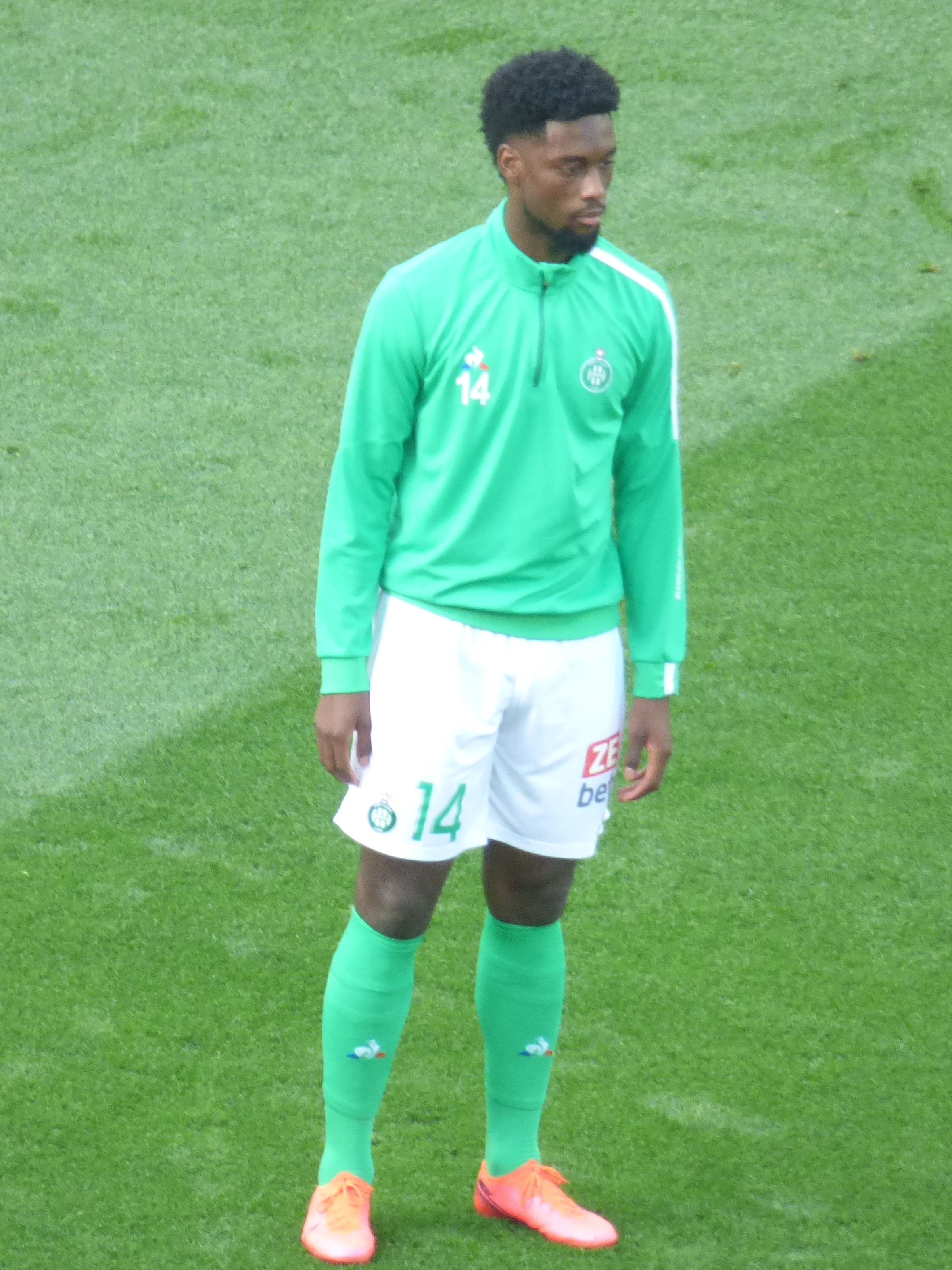
2 Titel: Jean-Philippe Krasso

Die Auszeichnung Spieler des Monats der Ligue 2 wird monatlich von der französischen Fußballspieler-Gewerkschaft UNFP für den besten Fußballer der Ligue 2 vergeben. Erstmals wurde im August 2022 Jean-Philippe Krasso ausgezeichnet.

## Auswahlverfahren
Eine Jury aus Beratern und Experten bestimmen jeweils am Ende des Monats eine Auswahl der 10 besten Spielern der Ligue 1. Die Kapitäne und Delegierte aller Vereine der Ligue 1 und Ligue 2 bestimmen daraufhin die besten 3 Spieler des Monats. Nach Bestimmung der 3 verbliebenen Spieler können alle Spieler der Ligue 1 und Ligue 2 sowie alle Fans weltweit für ihren Favoriten abstimmen. Die Stimmen der Fans und Profifußballer zählen jeweils zu 50 % und bestimmen den Spieler des Monats der Ligue 1.

## Liste der Gewinner
| Inhaltsverzeichnis der Spielzeiten | Inhaltsverzeichnis der Spielzeiten | Inhaltsverzeichnis der Spielzeiten | Inhaltsverzeichnis der Spielzeiten |
| ---------------------------------- | ---------------------------------- | ---------------------------------- | ---------------------------------- |
| 2022/23 • 2023/24 • 2024/25        |                                    |                                    |                                    |
| Monat                              | Spieler (Anzahl)                   | Nation (Anzahl)                    | Verein (Anzahl)                    |
| Saison 2022/23                     |                                    |                                    |                                    |
| Aug. 2022                          | Jean-Philippe Krasso               | Elfenbeinküste                     | AS Saint-Étienne                   |
| Sep. 2022                          | Jérémy Livolant                    | Frankreich                         | EA Guingamp                        |
| Okt. 2022                          | Josh Maja                          | Nigeria                            | Girondins Bordeaux                 |
| Nov. 2022                          | Gaël Kakuta                        | DR Kongo                           | SC Amiens 1                        |
| Dez. 2022                          | Gaël Kakuta                        | DR Kongo                           | SC Amiens 1                        |
| Jan. 2023                          | Gaëtan Charbonnier                 | Frankreich (2)                     | AS Saint-Étienne (2)               |
| Feb. 2023                          | Jean-Philippe Krasso (2)           | Elfenbeinküste (2)                 | AS Saint-Étienne (3)               |
| Mär. 2023                          | Georges Mikautadze                 | Georgien                           | FC Metz                            |
| Apr. 2023                          | Niels Nkounkou                     | Frankreich (3)                     | AS Saint-Étienne (4)               |
| Saison 2023/24                     |                                    |                                    |                                    |
| Aug. 2023                          | Alexandre Mendy                    | Guinea-Bissau                      | SM Caen                            |
| Sep. 2023                          | Gauthier Hein                      | Frankreich (4)                     | AJ Auxerre                         |
| Okt. 2023                          | Ibrahim Sissoko                    | Mali                               | AS Saint-Étienne (5)               |
| Nov. 2023                          | Loïs Diony                         | Frankreich (5)                     | SCO Angers                         |
| Dez. 2023                          | Gauthier Hein (2)                  | Frankreich (6)                     | AJ Auxerre (2)                     |
| Jan. 2024                          | Florian Ayé                        | Frankreich (7)                     | AJ Auxerre (3)                     |
| Feb. 2024                          | Irvin Cardona                      | Frankreich (8)                     | AS Saint-Étienne (6)               |
| Mär. 2024                          | Irvin Cardona (2)                  | Frankreich (9)                     | AS Saint-Étienne (7)               |
| Apr. 2024                          | Irvin Cardona (3)                  | Frankreich (10)                    | AS Saint-Étienne (8)               |
| Saison 2024/25                     |                                    |                                    |                                    |
| Sep. 2024                          | Cheikh Sabaly                      | Senegal                            | FC Metz (2)                        |
| Okt. 2024                          | Ilan Kebbal                        | Algerien                           | Paris FC                           |
| Nov. 2024                          | Jacques Siwe                       | Frankreich (11)                    | EA Guingamp (2)                    |
| Dez. 2024                          | Aiyegun Tosin                      | Benin                              | FC Lorient                         |
| Jan. 2025                          | Eli Junior Kroupi                  | Frankreich (12)                    | FC Lorient (2)                     |
| Feb. 2025                          | Gauthier Hein (3)                  | Frankreich (13)                    | FC Metz (3)                        |
| Mär. 2025                          | Eli Junior Kroupi (2)              | Frankreich (14)                    | FC Lorient (3)                     |

## Ranglisten der Gewinner
Bei gleicher Titelanzahl wird alphabetisch sortiert. Fettgedruckte Spieler und Vereine sind derzeit in der Ligue 2 aktiv.
| Anzahl | Spieler              |
| ------ | -------------------- |
| 3      | Irvin Cardona        |
| 3      | Gauthier Hein        |
| 2      | Jean-Philippe Krasso |
| 2      | Frankreich           |

| Anzahl | Verein     | Verein           |
| ------ | ---------- | ---------------- |
| 8      |            | AS Saint-Étienne |
| 3      |            | AJ Auxerre       |
| 3      | FC Metz    |                  |
|        | FC Lorient |                  |
| 2      |            | EA Guingamp      |

| Anzahl | Nation         |
| ------ | -------------- |
| 14     | Frankreich     |
| 2      | Elfenbeinküste |